# Список достопримечательностей Вологды

Исторические районы на карте Вологды. Цветом обозначены: красным — Город, розовым — Верхний посад, жёлтым — Нижний посад, зелёным — Заречье

Достопримеча́тельности Вологды — памятники архитектуры, истории и археологии, находящиеся на территории Вологды, заслуживающие особого внимания и включённые в большинство путеводителей.
Вологда входит в число российских городов, обладающих особо ценным историческим наследием. В Вологде насчитывается 193 памятника архитектуры и истории федерального значения. Самые древние памятники архитектуры, сохранившиеся на территории города, относятся к XVI веку. Это бывший кафедральный Софийский собор и Спасский собор Спасо-Прилуцкого монастыря. Период строительства большинства каменных церквей Вологды относится к концу XVII века и XVIII веку. В Софийском соборе, церкви Иоанна Предтечи в Рощенье, церкви Покрова на Козлёне и церкви Дмитрия Прилуцкого на Наволоке сохранились фрески XVII—XVIII веков. В Вологодском историко-архитектурном и художественном музее-заповеднике, находящемся на территории Вологодского кремля, собрана уникальная коллекция вологодской иконописи.
Особое значение имеют памятники деревянной архитектуры. Сохранившиеся деревянные дома и усадьбы Вологды XVIII—XIX веков представлены во всех архитектурных стилях того времени: классицизм, ампир, эклектика, модерн. Деревянное зодчество Вологды, помимо уникальных, присущих только ему черт, представляет ценность и благодаря целостным ансамблям рядовой застройки.
Во многих памятниках архитектуры открыты музеи.
В путеводителях, как правило, достопримечательности подразделяют по исторически сложившимся районам города: Город, Верхний посад, Нижний посад и Заречье.
Список достопримечательностей Вологды:
| Фото | Достопримечательность                                               | Дата постройки           | Часть города  | Адрес                     |
| ---- | ------------------------------------------------------------------- | ------------------------ | ------------- | ------------------------- |
|      | Софийский собор                                                     | 1570                     | Город         | Сергея Орлова, 15         |
|      | Колокольня Вологодского кремля                                      |                          | Город         | Сергея Орлова, 15         |
|      | Архиерейский двор (комплекс)                                        | XVII — XVIII века        | Город         | Сергея Орлова, 15         |
|      | Воскресенский собор                                                 | 1772 — 1776              | Город         | Кремлёвская площадь, 3    |
|      | Ансамбль Каменного моста                                            |                          | Город         | Мира, 5-9                 |
|      | Ярмарочный дом                                                      | 1790-е                   | Город         | Мира, 6                   |
|      | Казанская церковь на Торгу (с фресками)                             | 1760                     | Город         | Торговая площадь, 6       |
|      | Дом Удельного ведомства (Вологда) (музей-квартира К. Н. Батюшкова)  | около 1810               | Город         | Проспект Победы, 29       |
|      | Церковь Александра Невского                                         | 1760                     | Город         | Кремлёвская площадь, 1    |
|      | Дом Бутыриной                                                       | 1902                     | Город         | Благовещенская, 22        |
|      | Дом Кирхогланина                                                    | 1910                     | Город         | Благовещенская, 20        |
|      | Церковь Покрова на Торгу                                            | 1778 — 1780              | Город         | Торговая площадь, 8       |
|      | Дом Дружинина                                                       | XIX век, середина        | Город         | Мальцева, 16/29           |
|      | Шаламовский дом                                                     |                          | Город         | Улица Сергея Орлова, 15   |
|      | Дом свечной лавки                                                   | 1770-е годы              | Город         | набережная VI Армии, 111  |
|      | Бывшее здание Госбанка (Музей кружева)                              |                          | Город         | Кремлёвская площадь, 12   |
|      | Церковь Варлаама Хутынского                                         | 1780                     | Верхний Посад | Засодимского, 14а         |
|      | Ленивая площадка (с памятником 800-летию Вологды)                   |                          | Верхний Посад | Бурмагиных                |
|      | Церковь Константина и Елены                                         | около 1690               | Верхний Посад | Проспект Победы, 85       |
|      | Церковь Ильи Пророка в Каменье                                      | 1698                     | Верхний Посад | Засодимского, 14Б         |
|      | Ансамбль Владимирских церквей                                       | 1685 — 1689              | Верхний Посад | Октябрьская, 46А, 46Б     |
|      | Горний монастырь                                                    | XVII — XVIII века        | Верхний Посад | Бурмагиных, Завражская    |
|      | Дом Засецких                                                        | 1790-е                   | Верхний Посад | Ленинградская, 12         |
|      | Дом Волкова                                                         | XIX век, первая треть    | Верхний Посад | Ленинградская, 26         |
|      | Дом Шахова                                                          | 1892                     | Верхний Посад | Воровского, 34            |
|      | Дом Брянчаниновых-Дмитриевских                                      | XIX век, первая треть    | Верхний Посад | Воровского, 6             |
|      | Лазаревская церковь                                                 | 1883-1887                | Верхний Посад | Бурмагиных, 50            |
|      | Дом Воробьёва                                                       | 1910                     | Верхний Посад | Засодимского, 14          |
|      | Дом Орлова (Дом Актёра)                                             | XIX век, вторая половина | Верхний Посад | Ленинградская, 4          |
|      | Дом Засодимского (музей «Мир забытых вещей»)                        | 1852                     | Верхний Посад | Ленинградская, 6          |
|      | Дом Кульчицкой                                                      | 1832                     | Верхний Посад | Засодимского, 10          |
|      | Жилой дом                                                           | XX век, начало           | Верхний Посад | Маяковского, 9            |
|      | Церковь Николая Чудотворца на Горе «Золотые Кресты»                 | XVII-XVIII века          | Верхний Посад | Бурмагиных, 17            |
|      | Губком РКП(б)                                                       | XIX век                  | Верхний Посад | Октябрьская, 11           |
|      | Дом Рындина                                                         | XIX век, 1-я треть       | Верхний Посад | Мальцева, 31              |
|      | Вологодский областной театр юного зрителя (Пушкинский народный дом) | 1903-04 гг.              | Верхний Посад | Октябрьская, 2            |
|      | Памятник космонавту П. И. Беляеву                                   |                          | Верхний Посад | Октябрьская               |
|      | Церковь Иоанна Предтечи в Рощенье (с фресками)                      | 1710-1717                | Нижний Посад  |                           |
|      | Музей «Вологодская ссылка» (Дом Сталина)                            | XIX в.                   | Нижний Посад  | Марии Ульяновой, 33       |
|      | Здание Дворянского собрания                                         | 1780                     | Нижний Посад  | Лермонтова, 21            |
|      | Дом Петра I (Вологда)                                               | XVII век                 | Нижний Посад  | Советский проспект, 47    |
|      | Церковь Покрова на Козлёне (с фресками)                             | 1704-1710                | Нижний Посад  | Первомайская, 12          |
|      | Присутственные места (ВоГТУ)                                        | 1781, XIX век            | Нижний Посад  | Ленина, 15                |
|      | Дом губернатора                                                     | 1786-1792                | Нижний Посад  | Ленина, 19                |
|      | Дом генерал-губернатора                                             | 1780-1786                | Нижний Посад  | Зосимовская, 1            |
|      | Церковь Зосимы и Савватия (Кукольный театр «Теремок»)               | XVIII в, первая четверть | Нижний Посад  | Ленина, 21                |
|      | Бывшая мужская гимназия (Странноприимный дом)                       | 1780-е                   | Нижний Посад  | Галкинская, 1             |
|      | Дом Соковикова                                                      | XIX век, середина        | Нижний Посад  | Советский проспект, 20/28 |
|      | Дом Юшина                                                           | XIX век, середина        | Нижний Посад  | Советский проспект, 14    |
|      | Дом Свешникова                                                      |                          | Нижний Посад  | Ленина, 2                 |
|      | Здание бывшей гостиницы «Пассаж»                                    | XIX век, конец           | Нижний Посад  | Марии Ульяновой, 2        |
|      | Здание бывшей гостиницы «Эрмитаж»                                   | XX век, начало           | Нижний Посад  | Каменный мост, 4          |
|      | Гостиница «Золотой якорь»                                           | 1868-1875                | Нижний Посад  | Советский проспект, 6     |
|      | Часовня Арсения Комельского                                         | XX век, начало           | Нижний Посад  | Советский проспект, 10    |
|      | Здание бывшей городской думы                                        | Дата                     | Нижний Посад  | Советский проспект, 2     |
|      | Дом Самарина                                                        | XX век, начало           | Нижний Посад  | Советский проспект, 16а   |
|      | Костёл Воздвижения Святого Креста                                   | 1913                     | Нижний Посад  | Галкинская, 37            |
|      | Дом Левашова                                                        | 1829                     | Нижний Посад  | Герцена, 37               |
|      | Дом Ситникова (Музей «Литература. Искусство. Век XX»)               | 1868                     | Нижний Посад  | Герцена, 36               |
|      | Жилой дом                                                           | 1825, 1880               | Нижний Посад  | Герцена, 38               |
|      | Дом Пузан-Пузыревского (Музей дипломатического корпуса)             | 1831                     | Нижний Посад  | Герцена, 35               |
|      | Дом Цеха                                                            | Дата                     | Нижний Посад  | Зосимовская, 73           |
|      | Дворец культуры железнодорожников                                   | 1927                     | Нижний Посад  | Ветошкина, 12             |
|      | Скулябинская богадельня                                             | 1780                     | Заречье       | Набережная VI Армии, 63   |
|      | Церковь Сретения                                                    | 1731—1735                | Заречье       | Набережная VI Армии, 85   |
|      | Церковь Николая Чудотворца во Владычной слободе                     | 1669                     | Заречье       | Гоголя, 108               |
|      | Церковь Дмитрия Прилуцкого на Наволоке                              | 1651                     | Заречье       | Набережная VI Армии, 119  |
|      | Церковь Андрея Первозванного во Фрязинове                           | 1670                     | Заречье       | Набережная VI Армии, 205  |
|      | Пожарная каланча                                                    |                          | Заречье       | Чернышевского, 33         |
|      | Спасо-Прилуцкий монастырь                                           | XVI-XIX века             | Прилуки       | Прилуки                   |
|      | Дом Масленникова                                                    | 1780 — 1789              | Город         | Набережная VI Армии, 127  |